# Tres estudios de Lucian Freud
Tres estudios de Lucian Freud es un óleo de 1969 sobre lienzo tríptico del pintor británico de origen irlandés Francis Bacon, representando al artista Lucian Freud. Se vendió en noviembre de 2013 en 142.400.000 dólares -el precio más alto alcanzado en una subasta por una obra de arte en aquel momento.

## Antecedentes
Bacon y Freud eran amigos y rivales artísticos. Fueron presentados en 1945 por el artista Graham Sutherland y rápidamente se convirtieron en buenos amigos, reuniéndose con frecuencia. Los dos artistas se pintaban entre sí varias veces, a partir de 1951, cuando Freud se sentó por primera vez con Bacon.